# 班基德
班基德（英語：Panchito Pistoles）是以雞為原型，擬人化的迪士尼卡通形象之一。
首次亮相為在1942年時在里約熱內盧首播（美國1943年、日本1957年播出）的動畫電影《致候吾友》。
上海首映時的翻譯為潘老雞。

## 概要
來自墨西哥。
因為持有兩把手槍而在英文中被稱作。在日本則是將翻譯為「早撃ちパンチート」。中文則翻譯為「神槍手班基德」。
在電影西班牙三紳士中從送給唐老鴨的生日禮物包裝中出場，與唐老鴨、喬奧·卡里奧卡一同組成三騎士。並且召喚出「魔毯」帶領兩人遊玩了墨西哥。
在日文版的《米老鼠群星會》中出場時，將米老鼠稱為「大将（たいしょう）」（也就是中文的「將軍」）。將唐老鴨暱稱為「ヤツ」（也就是中文的「傢伙」）。這些都顯示出他明朗又不拘小節的個性。

## 登場作品
- 《西班牙三紳士》（1944年）
- 《米老鼠群星會（英语：Disney's House of Mouse）》（2001年）
- 《三騎士傳奇》（2018年）

## 外貌
整身的羽毛為偏紅的咖啡色，眼睛是黑褐色。
戴著寬大的墨西哥宽边帽，穿著紅色為主的外套和長褲。牛仔風格的打扮，腳上還穿戴著馬刺。
而且在腰的左右兩側各裝備著槍套。第一次登場時就拿出槍套裡的槍四處掃射，熱鬧了一翻。

## 本名
本名是。
這本名發表於《米老鼠群星會》三騎士的歌曲。
由來：班基德的雙親結婚時的證婚人，也就是表親的、班基德爸爸的名字、班基德媽媽的兄弟、舉行婚禮的神父、最後再加上爸爸的姓氏。
順帶一提，在西班牙語中為「炸花生」的意思。

## 飛機吉祥物
在第二次世界大戰期間，墨西哥使用班基德作為吉祥物。

## 相關連結
- https://web.archive.org/web/20171017203253/http://www.disney.com.tw/fc/
- https://www.youtube.com/TWDisney （页面存档备份，存于）